# PGC 213751
LEDA/PGC 213751 ist eine Galaxie im Sternbild Löwe auf der Ekliptik, die schätzungsweise 666 Millionen Lichtjahre von der Milchstraße entfernt ist. Im selben Himmelsareal befinden sich u. a. die Galaxien NGC 3444, NGC 3467, NGC 3476, NGC 3477.